# 阿达河畔法拉杰拉
阿达河畔法拉杰拉（義大利語：Fara Gera d'Adda），是意大利贝加莫省的一个市镇。总面积10平方公里，人口7933人，人口密度793.3人/平方公里（2009年）。国家统计（ISTAT）代码为016096。